# أودغست
أودغست (63م - 1054م) هي مملكة  قامت فيما يعرف اليوم بموريتانيا، وقد سكنت هذه المنطقة مجموعات أمازيغية تعرف بالملثمين.

## قبائل صنهاجة (الملثمين) مؤسسة الدولة
ينتسب الملثمون إلى الطبقة الثانية من قبيلة صنهاجة الأمازيغية ، ومن أشهر فروعها التي استقرت في هذه المنطقة لمتونة، وجدالة، ومسوفة، ولمطة ، ويذكر ابن خلدون أن مساكن هذه القبيلة قد امتدت في الصحراء من البحر المحيط غربا إلى غدامس في الشرق، ووصلت إلى حدود دولة غانا في الجنوب، وأصبح نهر السنغال ونهر النيجر حدا لمساكن هذه القبائل في الجنوب. وقد عاشت هذه القبائل عيشة بدوية، تعتمد على التنقل والترحال، في الصحراء ، ولم يعرفوا الزراعة ولا الحرث بل يعتمدون على الأغنام فيشربون ألبانها ويأكلون لحومها، ويكتسون بجلودها ، وقبائل صنهاجة من القبائل الأمازيغية القوية اشتهر أفرادها بالقوة والشجاعة وشدة البأس واتقان فنون الحرب المختلفة.

## انتشار الإسلام بين قبائل صنهاجة
كانت قبائل صنهاجة قبل الإسلام تدين بالوثنية، شأنهم شأن بقية الأمازيغ ، وانتشرت بينهم عبادة الكائنات والظواهر الطبيعية، وبخاصة بين البدو الذين ينتشرون في الصحاري والبادية. وحينما بدأت الفتوحات الإسلامية اتجهت جيوش المسلمين إلى شمال إفريقية، تزيل العوائق من إمام الدعوة الإسلامية، وانتشر الدعاة المسلمون من الصحابة والتابعين ينشرون تعاليم الإسلام السمحة التي لاقت قبولا لدى هؤلاء الأمازيغ، بل إن الأمازيغ رحبوا بالفتوحات الإسلامية التي أزاحت عنهم اضطهاد الرومان وعبودية الكهان، وقد أبلى عقبة بن نافع الفهري بلاء حسنا في ميدان الجهاد، ونشر الإسلام بين الأمازيغ، ووصل في ولايته الثانية على أفريقية (62 – 64 هـ) إلى ديار الملثمين، فبعد أن وقف على المحيط وقفته المشهورة انحدر جنوبا في الصحراء، يخضع القبائل الأمازيغية، وينشر بينهم الإسلام، وقد قاومته قبيلتا مسوفة ولمتونة، لكن هذه المقاومة لم ترهبه فهزمهم، ووصل إلى مدينة تارودانت ، وخضعت له القبائل فجد في نشر الإسلام، وبنى المساجد وبنى مسجدا في ماسة مما يدل على أن الإسلام بدأ ينتشر بين الملثمين، وأنهم اعتنقوه طواعية، ويظهر أن عقبة حينما قرر العودة ترك عندهم من يعلمهم الإسلام، ويلقنهم تعاليمه.
هذه أولى المحاولات لنشر الإسلام بين الأمازيغ الملثمين، أو قبائل صنهاجة في غرب أفريقية وقد حذى الولاة الذين تعاقبوا على المغرب حذو عقبة بن نافع في نشر الإسلام بين الأمازيغ، وبرز بينهم موسى بن نصير الذي أتم فتح المغرب، وكان له دور كبير في إسلام الأمازيغ وخاصة الملثمين، حيث وصل ديارهم وبنى فيها المساجد، وبث بينهم العرب يعلمونهم القرآن. وحينما قامت دولة الأدارسة (172 – 364 هـ) دخلت ديار الملثمين الشمالية في حكمهم، واستمرت عملية نشر الإسلام بين الأمازيغ.

## إقامة الدولة
عمل الملثمون على إقامة دولة خاصة بهم، ووسعوا نفوذهم نحو الجنوب ليصلوا إلى حدود دولة غانا في إقليم السودان. وقد اتخذوا مدينة أودغست عاصمة لدولتهم ومركزا لها وظلت تحكم فيها فترة من الزمن. وكانت نشأة هذه المدينة تحت حكم دولة غانا الزنجية، لكن اتحاد الأمازيغ بعد إسلامهم في القرن الثالث الهجري دفعهم لمهاجمة هذه الدولة، وذلك لنشر الإسلام بين الزنوج فاستطاعوا بقيادة زعيمهم المسلم يَتْلُوثان بن تكلان هزيمة الزنوج والاستيلاء على مدينة أودغست وضمها لمناطق نفوذهم، ومنذ ذلك الحين اتخذوها حاضرة لدولتهم المسلمة.
وقد اشتهر من ملوكهم في تلك المرحلة الملك «يتلوثان» وهو أول ملك للصحراء من لمتونة، ويذكر عنه أنه كان يركب في مائة ألف نجيب وكانت وفاته سنة 222 هـ ، وقام بالأمر بعده «يلتان». وتوفي سنة 287 هـ، وأعقبه الملك تميم، الذي قتل سنة 306 هـ ، ويظهر أن مقتله كان نتيجة لخلاف بين قبائل صنهاجة حول زعامة القبيلة، وانتهزت مملكة غانا هذا الخلاف فهاجمت أودغست لكنها لم تستطع رد أملاكها السابقة بعد استقرار الملثمين فيها، وإن كانت قد ظفرت ببعض النفوذ على أودغست مكتفية بتحقيق مصالحا التجارية فقط ، إلا أن هذا التفوق لمملكة غانا لم يدم طويلا، وذلك أن قبائل صنهاجة قد اتحدت على ما يبدو وأزالت النفوذ الغاني، وربما كان ذلك سنة 350 هـ أيام أبي محمد بن تيلات اللمتوني ملك أودغست ، ويؤيد ذلك ما أورده ابن حوقل عن أودغست حينما زارها في هذا التاريخ تقريبا، وذكر أن لها ملكا قويا اسمه تنبروتان بن اسفيشر تخضع له كل قبائل صنهاجة، وأن ملوك غانا يهادونه لحاجتهم الماسة إليه وأن حكمه استمر أكثر من عشرين سنة، ولا شك أن هذا الملك هو الذي ذكره البكري باسم «تين بروتان بن ويسنو بن نزار»، والذي كان يحكم أودغست في عشر الخمسين وثلاث مائة، وكان من أقوى ملوك صنهاجة حيث دان له أكثر من عشرين ملكا من ملوك السودان يؤدون له الجزية، واتسعت دولته كثيرا حتى وصلت إلى مسيرة شهرين في مثلها، وكان يركب في مائة ألف نجيب، وبلغ من قوته أن الأمازيغ من غير صنهاجة يستعينون به ضد بعضهم البعض ، ولم تستمر هذه القوة طويلا، فمع مطلع القرن الخامس الهجري تفرقت كلمة الملثمين، واختلفوا مرة أخرى، فاستعادت دولة غانا نفوذها في الصحراء، وسيطرت على طرق التجارة، وانسدت مصادر الرزق في وجه الملثمين، فعادوا للوحدة من جديد، وذلك حوالي عام 424هـ بقيادة إبي عبد الله بن نيفاوت، المعروف بتادشت اللمتوني، لكن هذا الحلف لم يدم طويلا فلم يستمر أبو عبد الله في الحكم إلا ثلاث سنوات، حيث قتل في معركة مع ملك غانا ، وكان أبو عبد الله آخر ملوك أودغست من لمتونة، فقد حكم بعده يحيى بن إبراهيم الجدالي من قبيلة جدالة، وكان توليه تمهيدا لقيام دولة المرابطين في المغرب.

## أودغست العاصمة
قد اختلف في في اسم عاصمة المملكة «أودغست» فلقد وردت بصيغ متعددة فابن حوقل – الذي كان ربما أول من أشار إليها – يسميها بهذا الاسم «أودغست» ، ويتابعه البكري في ذلك ، أما ابن سعيد المغربي فقد وردت في كتابه الجغرافيا (أوداغست) ، أما ياقوت فقد أوردها (أودغست) بالفتح، ثم السكون، وفتح الدال المعجمة، والغين المعجمة، وسكون السن المهملة، والتاء فوقها نقطتان، ونقل ما ذكره عنها ابن حوقل  ، أما الحميري فقد أوردها (أودغشت) معتمدا في ذلك على الإدريسي. وكما وقع الاختلاف في صيغة اسمها اختلف في موضعها فابن حوقل يذكر على أنها على مسيرة شهرين من سجلماسة منحرفة محاذاة عن السوس الأقصى، بحيث تكون هذه المدن الثلاث مثلث أقصر أضلاعه من السوس إلى أودغست ، ويتابعه البكري، ويزيد عليه بذكر المسافة بينها وبين غانا وهي خمسة عشر يوما. ويذكر الحميري أن بينها وبين واركلان إحدى وثلاثون مرحلة ، ومكانها الآن غير معروف وظهرت بعض الاجتهادات لتحديده حيث يفترض بارث أنها تقع بين خطي طول 10 – 11 غربا وبين خطي عرض 18 – 19 شمالا أي أنها جنوب شرقي مدينة تجكجة.

## نظام الحكم
كان نظام الحكم في مملكة أودغست الإسلامية قبليا حيث كان الحكم المطلق لرئيس القبيلة، وكان في الغالب زعيم قبيلة لمتونة الصنهاجية، فقد ظلت هذه القبيلة منذ انتشار الإسلام بين الملثمين، وحتى قيام دولة المرابطين هي المترأسة على قبائل صنهاجة الجنوبية، تدين لها بالولاء، وتطيع زعيمها في أدوغست ، ولا نجد هناك تنظيما معينا لهذه الدولة، أو موظفين يساعدون الملك، ولعل مرد ذلك هو عدم الاستقرار الذي اتسمت به هذه القبائل، حيث كانت كثيرة التنقل والترحال. وقد وردت معلومات عن بعض ملوك هذه الدولة ومنهم أبو عبد الله ابن نيفاوت اللمتوني الذي كان من أهل الفضل والدين وأدى فريضة الحج وقتل في جهاد كفار السودان ، ويشكل الحكام طبقة مميزة في مجتمع هذه الدولة حيث يتمتعون بالأموال ويأكلون أفضل الطعام كالقمح الذي لا يجده غيرهم.

## الجيش
كان جيش مملكة أودغست قويا وكثير العدد حتى أنه يبلغ أحيانا مئة ألف، ويقوده الملك بنفسه، وحقق انتصارات عديدة على جيش دولة غانا، واستعان به أهل المناطق المجاورة على بعضهم البعض ، وقد وصف البكري جيش الملثمين، وطريقتهم في القتال فذكر (أن لهم في قتالهم شدة وجلد ليس لغيرهم، وهم يختارون الموت على الانهزام)  ، وغالب قتالهم على النجاب وربما استعملوا الخيول، لكن منهم من يقاتل رجاله فيدخلون المعركة صفوفا، ويقدمهم رجل يحمل الراية، ويصفهم البكري بأنهم (أثبت من الهضاب) ، ويمتازون بالدقة في استعمال المزاريق، بحيث أنهم لا يخطئون في الرمي بها، أما أسلحتهم فهي القسي الطوال والمزاريق.

## الاقتصاد
يعتمد اقتصاد مملكة أودغست بالدرجة الأولى على التجارة، وقد ساعدها موقعها على التحكم في الطرق التجارية بين المغرب في الشمال والسودان في الجنوب، حتى أصبحو هم سادة تلك الطرق، لدرايتهم ومعرفتهم بمسالك الصحراء، بحيث يصفه ابن حوقل بأن (فيهم البسالة والجرأة والفروسية على الإبل، والخفة في الجري، والشدة والمعرفة بأوضاع البر وأشكاله والهداية فيه والدلالة على مياهه بالصفة والمذاكرة، ولهم الحس الذي لا يدانيه في الدلالة إلا من قاربهم وسعى سعيهم) ، ونتيجة تحكمهم في هذه الطرق فقد كانت تدر عليهم الأموال الجزيلة بما يفرضونه على المتاجر العابرة من السودان إلى المغرب أو العائدة إليه ، كما أن أودغست زخرت بالكثير من السلع التي يزداد الطلب عليها في بقية الأقطار المجاورة، وقد انعكس ذلك على أهلها، حيث يصفهم البكري بأنهم (أرباب نعم جزلة وأموال جليلة وسوقها عامرة الدهر كله لا يسمع الرجل فيها كلام جليسه لكثرة جمعه وضوضاء أهله)  ويصفها ياقوت بأنها ذات أسواق جليلة، والسفر إليها متصل من كل بلد، والتعامل في أودغست يتم بالذهب ولا يوجد عندهم الفضة ، وتتميز أسواقها بالرخص على العموم، حتى أن الإنسان يشتري عشرة أكبش بدينار، وربما أكثر ، مما يدل على أنها كانت تعيش في حالة من الرخاء الاقتصادي وسط تلك الصحراء، وملك أهلها أموالا كثيرة، وقد انبهر ابن حوقل حينما رأى في أودغست صكا فيه ذكر حق لبعض التجار على رجل من تجارها باثنين وأربعين ألف دينار، ويؤكد أنه لم ير ولم يسمع بالمشرق لهذا شبيها، والبكري يذكر أن لهم الأموال العظيمة، وكان للرجل منهم ألف خادم أو أكثر ، وارتبطت أودغست مع جيرانها بعلاقات اقتصادية قوية، ومنهم مملكة غانا في الجنوب حيث تصدر إليها الملح لحاجتهم الماسة إليه، حيث لا يوجد في بلدهم، ويباع عليهم بأسعار مرتفعة حيث تصل قيمة حمل الملح في السودان ثلاثمائة دينار  ، واشتهرت مملكة أودغست بتصدير الذهب الخالص والمصنع، ويمتاز ذهب أودغست بأنه من أجود الذهب المعروف في ذلك الوقت  ، وحيث أن مملكة أودغست لا يوجد فيها مناجم للذهب فمن المؤكد أنها تعيد تصدير الذهب الذي يصل إليها من غانا في الجنوب حيث توجد مناجمه الكثيرة ، ومن السلع التي اشتهرت أودغست بتصديرها العنبر، ويحصلون عليه من البحر المتوسط ، أما السلع الواردة إلى أودغست فمن أهمها النحاس، وربما كان يجلب إليها من السودان حيث توجد مناجمه في تكده ، وكذلك يجلب إليها من المغرب الثياب المصبغة والتمور والحبوب.
ولقد اشتغل سكان أودغست بالزراعة حيث تنتشر بساتين النخيل، ومزراع القمح والذرة والدخن وتسقى بالدواليب أو بمياه الأمطار. وسكان أودغست كثيرون ، وهم مزيج من عناصر مختلفة أمازيغ وعرب وسودان، إلا أن العنصر الأمازيغي هو الغالب عليهم. وتقع المدينة بين جبلين وتشبه في ذلك مكة المكرمة ، ووصفها الجغرافيون بالكبر وكثرة العمائر ، وقد بنيت فيها المساجد الكثيرة.

## العلوم الشرعية
وقد أقبل أهل أودغست على العلوم الإسلامية وأهتموا كثيرا بحفظ القرآن وتعليمه لأولادهم، وكان في كل مسجد معلمون لهذا الغرض ، إلا أنها في آخر أيامها قد أصابها شيء من البعد عن التعاليم الإسلامية، مما دفع المرابطين للقيام بمهاجمتها والاستيلاء عليها سنة 446 هـ 1055 م.

## دور مملكة أودغست في نشر الإسلام
كان لقيام مملكة أودغست أثر كبير على انتشار الإسلام في السودان، فهي المعبر الذي عبر منه الإسلام إلى مملكة غانا، وقد كان لملوكها دور كبير في جهاد أهل السودان وإدخالهم في الإسلام، ويقول عنهم البكري بأنهم (على السنة مجاهدون للسودان)  وقد قتل بعض ملوكهم في هذا الجهاد، ويذكر عن ملكهم تيبوتان أنه شديد التحمس لنشر الإسلام بين قومه وبين الزنوج المجاورين من ناحية الجنوب.
ومع أن هذا الجهاد كان له أثر على انتشار الإسلام في السودان إلا أن الأثر العظيم كان للوسائل السلمية، فالمعروف أن الإسلام انتشر في السودان وخاصة في دولة غانا الوثنية بهذه الوسائل السلمية وهي التجارة والهجرة.
لقد كان من آثار الاحتكاك الدائم – سواء الحربي أو السلمي – بين مملكة أودغست الإسلامية وبين مملكة غانا انتشار الإسلام في تلك الدولة الوثنية ويحدثنا البكري الذي زار المنطقة في القرن الخامس الهجري عن انتشار الإسلام في دولة غانا، فالعاصمة غانا تنقسم إلى قسمين: قسم مسلم هو الشرقي، وقسم وثني هو الغربي، والقسم الشرقي فيه اثنا عشر مسجد أما الغربي ففيه مسجد واحد، وموظفو الملك الوثني غالبهم من المسلمين، فالتراجمة وصاحب بيت المال والوزراء جلهم من المسلمين، ولم يقتصر انتشار الإسلام على غانا وحدها، بل إن البكري يذكر إسلام ملك التكرور وارجابي بن رابيس (ت 432 هـ)، وكذلك إسلام أهل سلي على نهر النيجر. وحينما جاء الغزو المرابطي لغانا سنة 469 هـ - 1076 م كان أغلب أهلها من المسلمين، ولم يبق من الوثنية إلا الملك فأزاله المرابطون وبدأ حكم الملوك المسلمين.